# Södermanlands runinskrifter 280
Runinskrift Sö 280 är en runsten som står på kyrkogården vid Strängnäs domkyrka i Strängnäs socken och Åkers härad i Södermanland. Den är en av sju runstenar som finns vid kyrkan, fem är inmurade och två har placerats utanför.

## Stenen
Stenen står sydöst om kyrkan i riktning mot biskopens hus. Där ställdes den 1874, dessförinnan låg den i domkyrkans golv. Den är nästan två meter hög och av röd sandsten. I övrigt är den platt, tillhuggen men oregelbundet rektangulär och saknar fot, vilket tyder på att den ej från början varit avsedd att stå upprätt, utan sannolikt legat som en gravhäll över en kristen grav. Kanske på en grav från tusentalets senare del och belägen här på kyrkogården.
I stenens mitt är ett stort likarmat och utsmyckat kors i Ringerikestil. Gravhällen har alltså legat på sin baksida och texten säger att den 'höggs' och inte att den 'restes' efter Ulfrik. Erik Brate nämner i Södermanlands Runinskrifter att stenen legat över en grav utanför eller innanför kyrkan i Strängnäs, men ger inga konkreta belägg för detta antagande. Brate uppger att luckan i den inre slinga, där den börjar löpa parallellt med den yttre, inte varit ristad, troligt är att ytterligen en bit av ytskiktet flagat bort, än att ristaren lämnade ett stort hål i både slinga och text. Ristaren använde svensk runrad från 1000-talet. Runorna är mycket oregelbundna i sin form. 
Anmärkningsvärt är att runslingan tydligen saknar huvud men har en draksvans, med bindning genom en bandknut över yttre slingan. Slingan börjar vid stenens högra sida strax över mitten och löper motsols så att runornas bas hamnar utåt. Stenen är välbehållen men saknar text på några kritiska ställen. I runstensdatabasen återges texten så här:

## Inskriften
Translitterering av runraden:
...nbiur · auk þau · ut---uk · (m)uþkni · litu · aukua · sti(n) · þna · iftiʀ · ulfrik · auk · þa · þ--a · faþka auk · -au(a) · sun · utrlaukar
Normalisering till runsvenska:
...biorn ok þau Und[rla]ug møðgini letu haggva stæin þenna æftiʀ Ulfrik ok þa ... fæðga ok -auạ, sun Undrlaugaʀ.
Översättning till nusvenska:
Abjörn och Undrlaug, moder och son, lät hugga denna sten efter Ulfrik och (namn), fader och son, och efter ..., Undrlaugs son.

## Tolkning
Mellan fæðga och ok finns en stor lucka där det rimligtvis saknas ett namn som förklarar vem, förutom Ulfrik, ingår i fæðga (fader och son). -au(a) kan även läsas (k)au(a) eller (k)au(t) — Gautʀ. Första synliga runan i namnet ?björn är N (bistav uppåt), som rätt ofta skrivs felaktigt istället för A (bistav nedåt). Om A var avsikten att rista hette Underlaugs son troligen Abjörn. 
Denne andre 'Underlaugs son' kan väl vara samme Abjörn, annars saknas ytterligare ett namn och det finns inte heller plats för detta. I fornnordiska språk fanns nu förlorade ord för släktskap över två generationer: fader-och-son, moder-och-son. Underlaug är ett sällsynt kvinnonamn som endast förekommer en gång till, nämligen på runsten Sö 328 som står öster om Sundbypark, tvärs över sundet från domkyrkan.

## Bilder

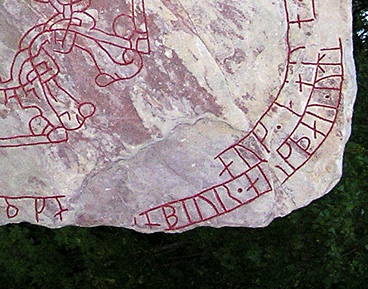
Vänd medsols: Texten börjar i den yttre slingan.
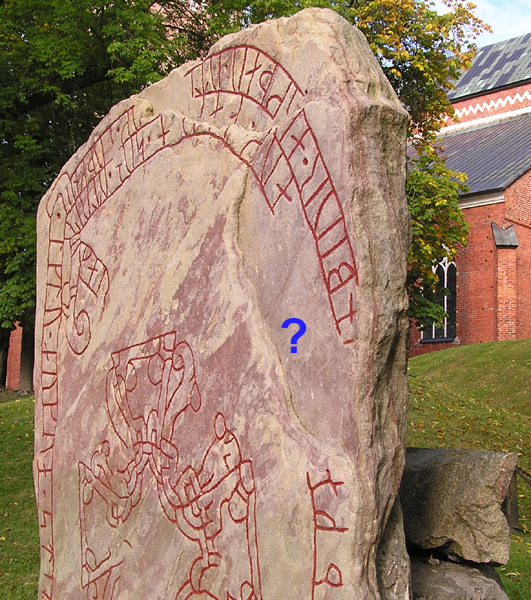
En slät yta - fanns den när stenen höggs?
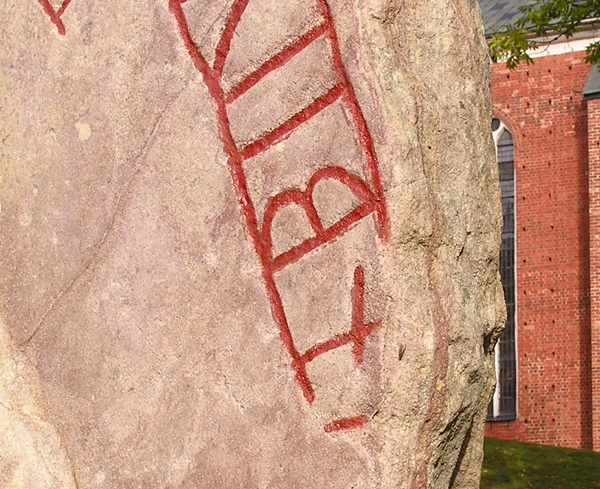
Texten börjar med N-runa - men avsåg ristaren A-runa?
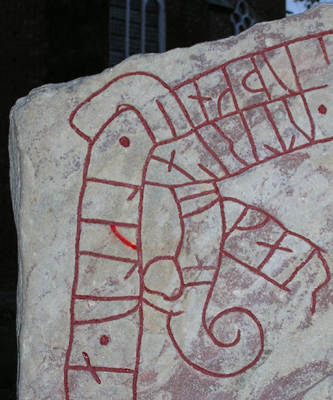
Ett målningsfel gör det korrekta 'litu' till 'lklu'.
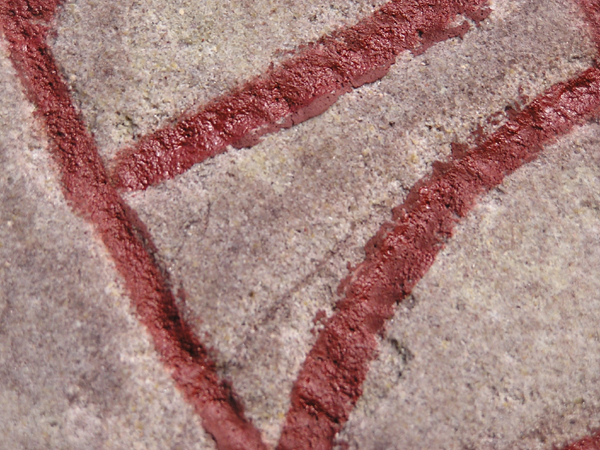
Sällsynt teknik: huggspår av pikhammare.
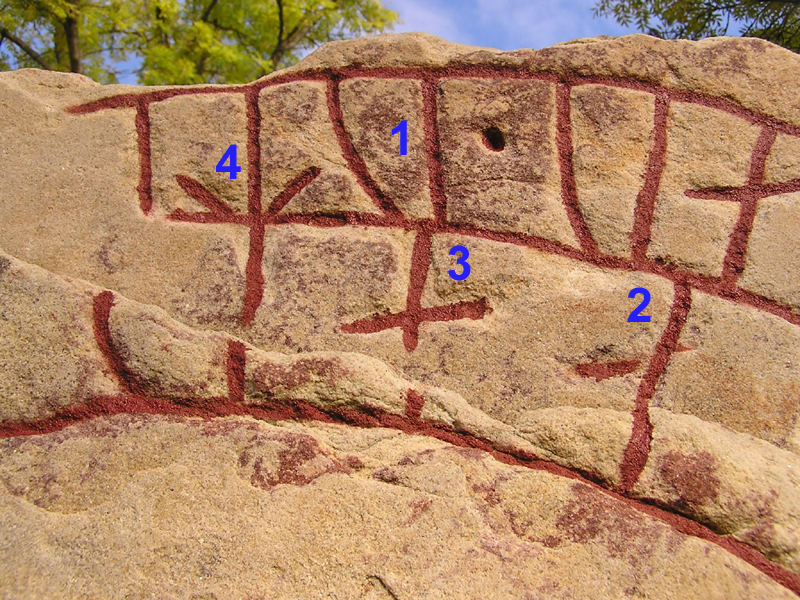
Märklig skillnad mellan huggtekniker.
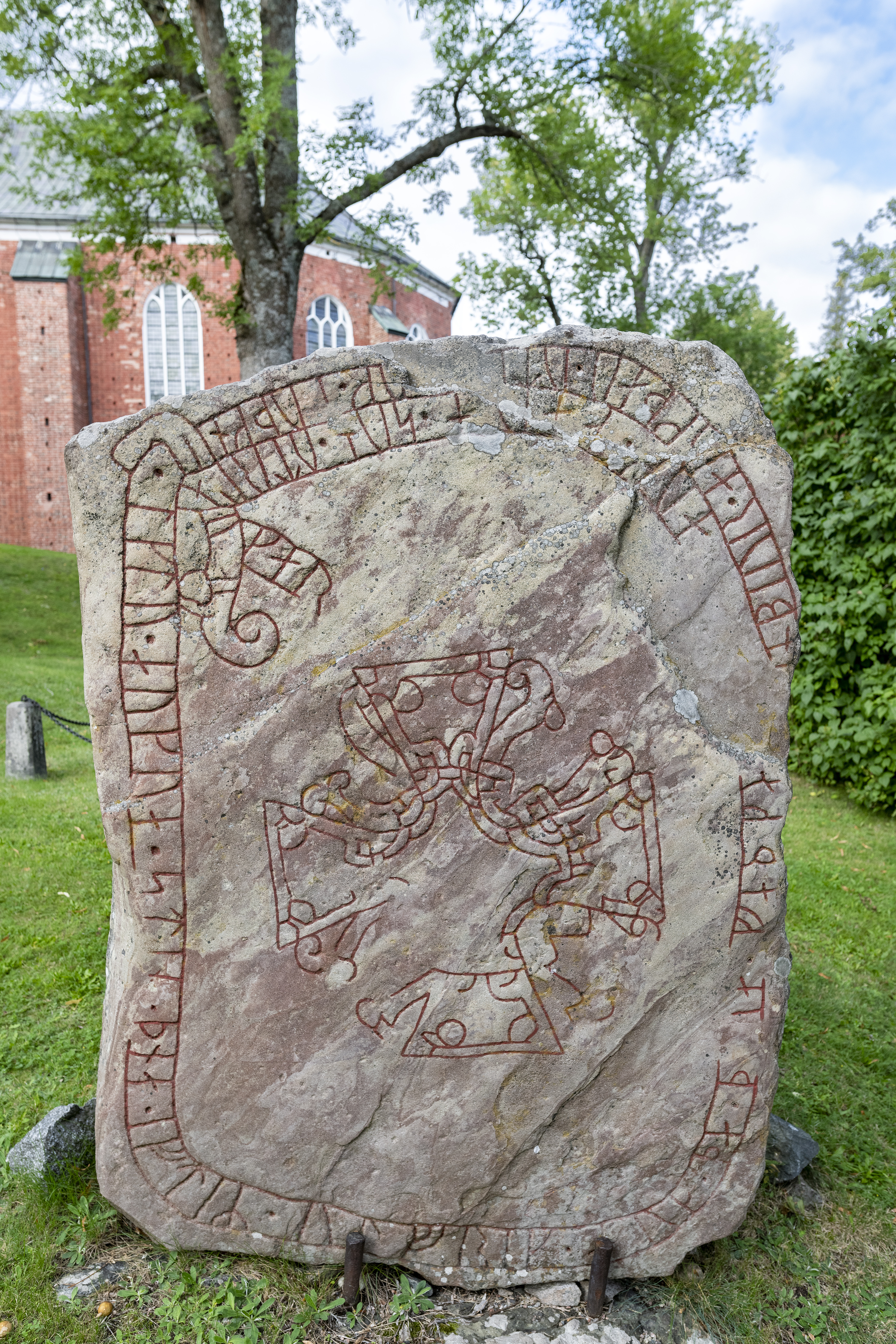
Sö 280 (2021)
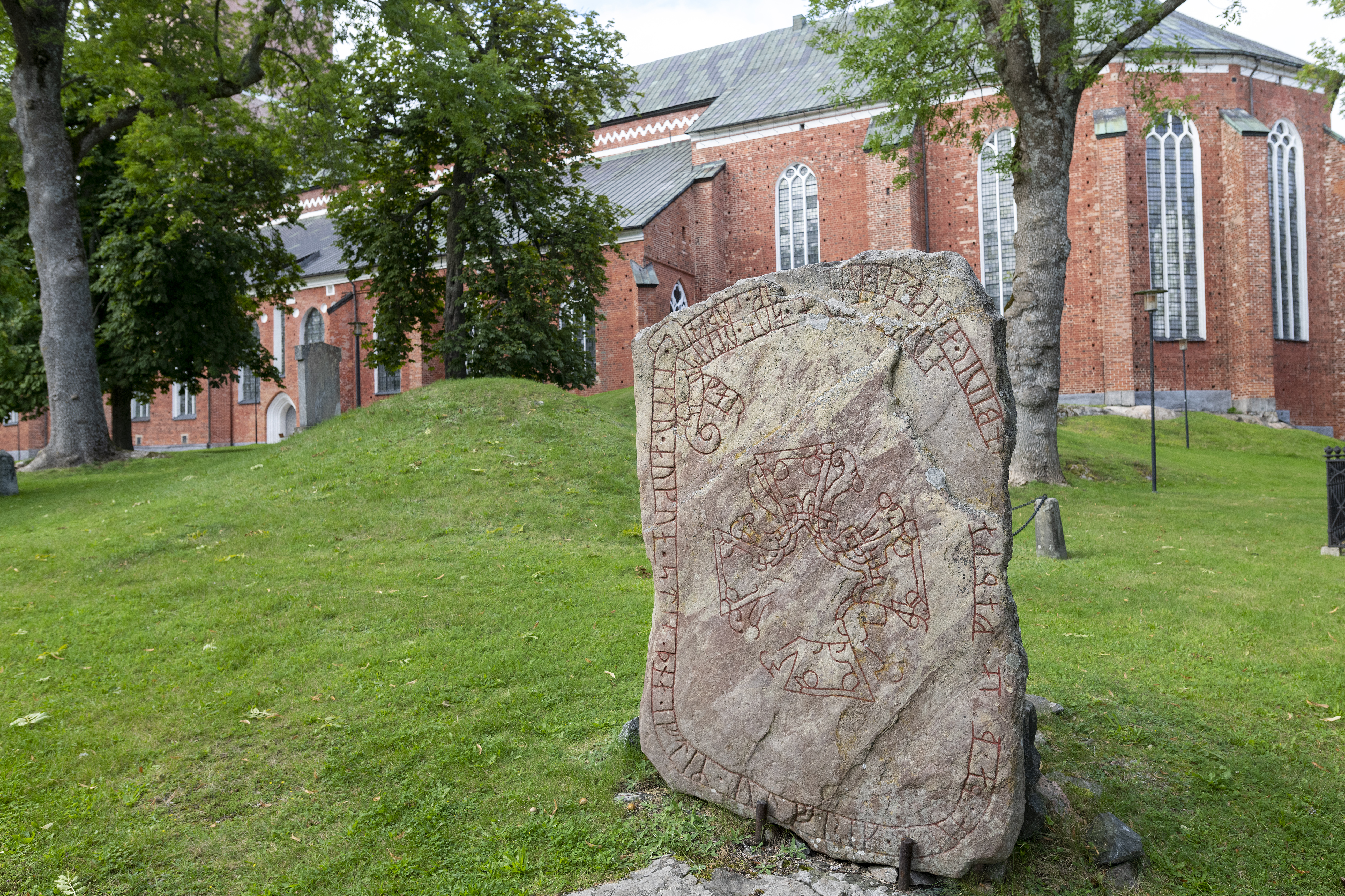
Sö 280 (2021)

## Huggtekniken
Huggtekniken är ytterst sällsynt. På linjernas botten syns på de flesta ställen ett prickmönster, som måste ha åstadkommits med en pikhammare och inte en mejsel. Det enda ytterligare exemplet av denna teknik finns på ett gravkistlock, Sö 317, inmurad i Sundby kyrka nära Eskilstuna. 
Detaljfoton visar flera ställen där stenen är huggen med just ett sådant spetsigt verktyg. Dessa ställen finns huvudsakligen på platser där runorna är skadade. Linjer med prickmönster är rätt smala upptill och har tydlig sluttning mot bottnen, som smala, djupa diken. De övriga liknar mera oregelbundna, flacka, sammanhängande gropar, mycket breda upptill. Delvis finns båda typer i samma runa. Har dessa gropar huggits av samma ristare, eller ens i samma tid?
1. U-runans båda stavar är smala 'diken' med huggspår i botten.
2. Huvudstavens nedre del är smal med huggspår. Bistaven är målad i en oregelbunden grop.
3. Både huvudstavens nedre del och bistaven är målade i gropar.
4. Huvudstaven och ena bistaven är smala med huggspår. Andra bistaven har ingen kontakt med huvudstaven och är målad i en grop. Även följande rundel är en grop.

### Fotnoter
1. ↑  Fornminnesregistret: 127:1
2. 1 2  Samnordisk runtextdatabas, Sö 280, 2014
3. ↑  Elias Wessén, Erik Brate, red (1924-1936). Sveriges runinskrifter. Bd 3, Södermanlands runinskrifter. Stockholm: KVHAA. http://www.raa.se/runinskrifter/sri_sodermanland_b03_h04_text_2b.pdf
4. ↑  Runstenar i Södermanland, sid. 93, red. Ingegerd Wachtmeister, Södermanlands museum, 1984, ISBN 91-85066-52-4